# Leire Olaberría
Leire Olaberria Dorronsoro, född den 17 februari 1977 i Ikaztegieta, Spanien, är en spansk tävlingscyklist som tog bronset i poängloppet i bancykling vid olympiska sommarspelen 2008 i Peking.